# Accident d'un Tupolev Tu-154 de la Force aérienne russe
L'accident d'un Tupolev Tu-154 de la Force aérienne russe est survenu le 25 décembre 2016 en mer Noire, à six kilomètres au sud-ouest d'Adler,. Les 92 passagers et membres d'équipage présents à bord ont tous péri dans l'accident.

## Avion

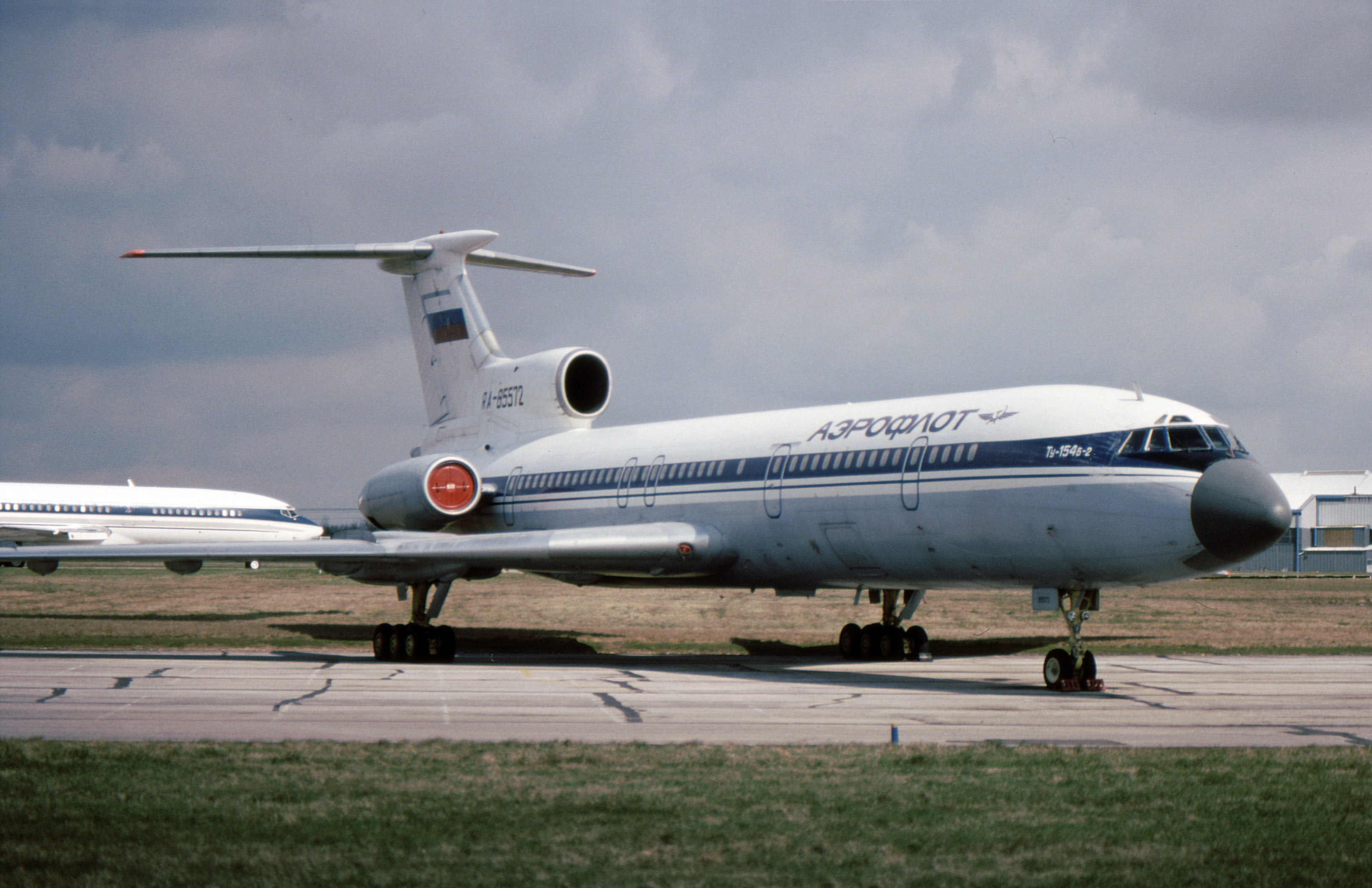
RA-85572, l'appareil impliqué dans l'accident, ici en 1996, alors en service pour Aeroflot.

L'appareil impliqué était un Tupolev 154B-2 immatriculé RA-85572 (numéro de série 83A-572), qui était en opération depuis 1983 et cumulant environ 7 000 heures de vol le jour de l'accident.

## Déroulement du vol
Parti de l'aéroport Chkalovsky, près de Moscou, le Tupolev Tu-154, mis en service en 1983 et immatriculé RA-85572, fait escale à l'aéroport international de Sotchi pour se ravitailler, puis s'abîme en mer peu après. Il devait rallier la base aérienne de Hmeimim, près de Lattaquié, en Syrie.
Se trouvent à bord 92 personnes, dont huit membres d'équipage, huit militaires, neuf journalistes, 64 membres du chœur Alexandrov (un des ensembles vocaux se produisant hors de Russie sous le nom de « Chœurs de l'Armée rouge ») — dont son chef et directeur artistique, Valéry Khalilov —, deux responsables civils — dont le directeur du département de la culture du ministère de la Défense de la fédération de Russie, Anton Goubankov — et Elizaveta Glinka, connue en tant que « docteur Lisa » (Доктор Лиза), directrice exécutive de l'organisation humanitaire russe Spraviédlivaïa pomochtch (Справедливая помощь), ce qui peut se traduire en français par « Aide (ou assistance) équitable (ou juste) ». Deux des victimes sont arméniennes. Les contrôleurs aériens perdent le contact avec l'avion à 5 h 27 UTC, soit deux minutes après le décollage.

## Organisation des secours
À la suite de la perte de contact avec l'avion, le ministre de la Défense russe Sergueï Choïgou lance immédiatement une opération de sauvetage en envoyant sur le lieu du crash sept navires de guerre et un hélicoptère. Peu après, dans la même journée, ce sont plus de 3 000 personnes et 45 bateaux qui sont déployés dans une zone de 10,5 kilomètres carrés pour repêcher les corps des victimes. À cela s'ajoutent sept avions, douze hélicoptères et vingt drones qui inspectent une zone de 10 kilomètres de rayon à la recherche des débris.
Les débris de l'avion sont retrouvés jusqu'à un mille marin du littoral, à une profondeur de l'ordre de 25 à 30 mètres. Un des deux enregistreurs de vol est également retrouvé le 27 décembre. Le second est retrouvé le 28 décembre, ainsi que des restes des victimes et de nombreux morceaux et débris de l'appareil.

## Enquête technique

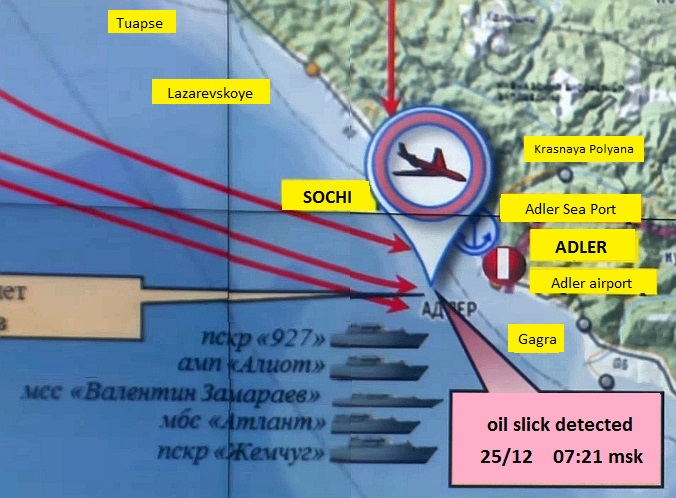
Carte représentant l'emplacement du site de l'accident.

À l'occasion d'une communication faite le 29 décembre 2016 le ministre russe des transports évoque un « fonctionnement technique anormal » de l'appareil et annonce la création d'une commission d'enquête spéciale. Par ailleurs un responsable de l'armée russe explique qu'un examen des boîtes noires montre qu'il n'y a pas eu d'explosion à bord mais n'exclut pas entièrement l'hypothèse d'un attentat.
Le 27 décembre, les deux boîtes noires de l'avion sont localisées. Selon les médias russes, lors d'une analyse préliminaire des données recueillies par celles-ci, on apprend qu'il volait à une vitesse comprise entre 260 et 270 km/h et à une altitude de 250 mètres. Le vol n'a duré que 70 secondes et l'accident s'est déroulé en seulement 10 secondes,, ce qui expliquerait pourquoi la seule phrase entendue à bord concernant le crash soit « Commandant, nous tombons ! »,. Selon certains témoins au sol, l'avion était dans une situation anormale, avec le nez fortement cabré, ce que certains ont pensé être la conséquence d'une surcharge ou de la mauvaise répartition du poids des passagers à bord,. D'autres auraient affirmé que les volets de l'avion ne se seraient pas escamoté de la même manière de chaque côté de l'avion, ce qui aurait créé une portance supérieure d'un côté par rapport à l'autre et aurait fini par faire basculer l'avion,,,. Cette version est toutefois très contestée par les experts en aéronautique s'étant penché sur la question.
Le 28 décembre, les corps de 18 personnes sont retrouvés dans la Mer Noire. Le 29 décembre, la bande d'un troisième enregistreur, qui sauvegarde les données des deux autres, est également retrouvée. Ce jour-là, le service de sécurité des vols du Ministère de la Défense russe annonce qu'une analyse préliminaire des données en provenance du CVR n'indique la présence d'aucune explosion à bord.
Le 16 janvier, l'Interstate Aviation Committee, l'autorité civile dans les enquêtes d'accidents d'avions, annonce que son représentant participera à l'enquête. Le 19 janvier, Interfax rapporte que, pendant la recherche sous-marine des débris du Tu-154, des restes d'un bombardier Douglas A-20 Havoc/DB-7 Boston ont également été retrouvés. Cet avion avait été livré sous les directives du prêt-bail mis en place par les États-Unis pendant la Seconde Guerre mondiale et l'avion s'était écrasé le 15 novembre 1942.
Le 31 mai 2017, le quotidien économique russe Kommersant annonce que toutes les preuves désignent le pilote, le major Roman Volkov, comme responsable de l'accident. Il aurait été victime de désorientation spatiale. L'analyse des données de vol suggèrent que le pilote aurait « perdu ses repères et ignoré ses instruments, croyant alors que l'avion était dans un angle de montée trop important ». La fatigue semblerait avoir été un facteur aggravant du phénomène : les experts annoncent en effet qu'il n'était déjà pas en pleine forme lorsqu'il était au sol et avait même eu du mal à s'aligner sur la bonne piste pour effectuer son décollage,.

## Réactions

### En Russie
Le président Vladimir Poutine décrète le 26 décembre jour de deuil national.

### À l'étranger
- Allemagne : la chancelière Angela Merkel exprime « ses condoléances au président Vladimir Poutine » en ajoutant que « ses pensées se tournaient vers les proches des nombreuses victimes ».
- Chine : le président Xi Jinping a présenté ses condoléances aux familles des victimes lors d'une allocution télévisée.
- Corée du Nord : le président du praesidium de l'Assemblée Suprême Kim Yong-nam a envoyé un message de condoléances au président Vladimir Poutine pour exprimer sa sympathie à l'égard des familles.
- États-Unis : l'ambassadeur des États-Unis en Russie John Tefft, présent en Russie, déclare que « nos pensées et prières vont aux proches de ceux qui étaient à bord du Tu-154 et au peuple russe ».
- Europe : le secrétaire général du Conseil de l'Europe, Thorbjørn Jagland, s'exprime en disant que l'Europe pense aux familles des victimes en « ce jour triste pour la Russie ».
- Inde : le Premier ministre de l'Inde Narendra Modi affirme sur Twitter que « l'Inde se joint à la Russie dans le deuil de la tragique perte des vies militaires russes »[29].
- Royaume-Uni : le secrétaire d'État des Affaires étrangères et du Commonwealth Boris Johnson partage sur Twitter ses « plus sincères condoléances à l'égard des familles et des amis des personnes impliquées »[30].
- Syrie : le président Bachar el-Assad exprime ses condoléances via un télégramme adressé au président russe.
- Turquie : le ministre de la Défense turc Fikri Işık fait savoir qu'il est « profondément attristé » par la tragédie.